# Hans Conrad Bodmer
Hans Conrad Bodmer (* 16. Dezember 1891 in Zürich; † 28. Mai 1956 ebenda) war ein Schweizer Arzt und Autographensammler.

## Leben
Bodmer begann schon frühzeitig mit dem Sammeln von Autographen und anderen Reliquien von Ludwig van Beethoven. Zu seinen Beratern zählte der Musikwissenschaftler Max Unger. 
Seine wertvolle Sammlung, zu der auch mehrere Möbel aus Beethovens Besitz zählten, vermachte Bodmer testamentarisch dem Beethoven-Haus.
Bodmer und seine Frau Elsy geb. Stünzi (1893–1968) waren auch Freunde und Mäzene von Hermann Hesse, für den sie in Montagnola ein Haus bauen liessen, das sie ihm und seiner Frau Ninon auf Lebenszeit zur Verfügung stellten.
Sein jüngerer Bruder war der Büchersammler Martin Bodmer.